# Desde una ventana
Desde una ventana es el nombre del séptimo álbum de estudio del cantautor español Andrés Suárez, lanzado al mercado el 26 de mayo del 2017 bajo la discográfica Sony Music.

## Lista de canciones
Todas las canciones fueron escritas y compuestas por Andrés Suárez.

| N.º   | Título                      | Duración |  |
| 1.    | «Que Levante la Mano»       | 2:59     |  |
| 2.    | «Dama Que Pinta en el Sur»  | 3:02     |  |
| 3.    | «El Corazón Me Arde»        | 4:06     |  |
| 4.    | «Desamiga con Rozalén»      | 3:55     |  |
| 5.    | «Ahora Ya Fue»              | 3:23     |  |
| 6.    | «Estrellas»                 | 3:32     |  |
| 7.    | «6+4»                       | 4:02     |  |
| 8.    | «Ahí Va la Niña»            | 3:00     |  |
| 9.    | «Tal Vez Te Acuerdes de Mí» | 2:43     |  |
| 10.   | «La Próxima Vez en Lisboa»  | 3:38     |  |
| 11.   | «Apenas Te Conozco»         | 3:49     |  |
| 12.   | «Walt Disney»               | 3:46     |  |
| 13.   | «Serrat 2015»               | 3:15     |  |
| 14.   | «Desde una Ventana»         | 3:48     |  |
| 15.   | «Sin Saber Decir»           | 2:55     |  |
| 48:15 |                             |          |  |

- Datos: Q55163720